# Niangniang Zui
Niangniang Zui (chinesisch 娘娘厜 Gipfel der Kaiserin) ist ein Felssporn an der Ingrid-Christensen-Küste des ostantarktischen Prinzessin-Elisabeth-Lands. Er ragt nordwestlichen Ausläufer der Landspitze Brattnevet auf .
Chinesische Wissenschaftler benannten ihn 1992 im Zuge von Vermessungs- und Kartierungsarbeiten.